# Charles Lynch
Pour les articles homonymes, voir Lynch.
Charles Lynch, né en 1736 dans la colonie de Virginie et mort le, 29 octobre 1796 dans l'État de Virginie, est un planteur américain, colonel et juge improvisé pendant la Révolution américaine puis homme politique membre du Sénat de Virginie après la guerre d'indépendance. Le terme de « lynchage » aurait été composé à partir de son nom.

## Années de jeunesse et de maturité
Il naquit en 1736 dans une propriété connue sous le nom de Chestnut Hill sur les rives de la James River en Virginie, là où son frère, John Lynch, devait plus tard fonder la ville de Lynchburg.
Son père avait quitté son Irlande natale et émigré vers 1725 dans la colonie anglaise de Virginie dans le cadre de l’engagisme, ce qu’on appelait un « rédemptioner » dans la nomenclature de l’époque. À son arrivée au Nouveau Monde, son contrat fut vendu à un riche planteur habitant le comté de Caroline ; Lynch resta chez lui pour la durée de servitude fixée à l’issue de laquelle il obtint non seulement sa liberté mais aussi en mariage la main de sa fille, Sarah Clark.
Avec l’aide financière du vieux Clark, les Lynch devinrent eux-mêmes de grands planteurs de tabac, cultivant plus de 7 000 acres de terrain en Virginie. Entre la naissance de Charles en 1736 et le milieu de la décennie suivante, son père mourut, laissant à John, son fils aîné, le domaine de Chestnut Hill. Sa mère rejoignit  la secte religieuse des quakers en 1750, amenant ses fils avec elle dans cette religion.
Le 12 janvier 1755, Charles Lynch épousa une quakeresse, Anne Terrell, le 12 janvier 1755 Comme Chestnut Hill était occupé par son frère, il entreprit avec sa femme d’établir sa nouvelle résidence à la frontière ouest de la Virginie, sur une parcelle de terre plus éloignée que le roi George II avait accordée à son père, dans le comté de Bedford nouvellement créé, Green Level, là où se situe actuellement la ville d’Altavista. Le couple devait finalement y élever cinq enfants,
Lynch joua un rôle déterminant dans l’organisation d’une assemblée de quakers dans le comté de Bedford et dans la collecte de fonds destinés à construire un bâtiment qui abriterait le premier lieu de culte public de la région. Lynch servit pendant plusieurs années comme greffier de la réunion et comme responsable du groupe de travail.  Il fut également délégué à l’assemblée des quakers en Virginie.
En 1763 la fin de la guerre franco-indienne atténua considérablement les dangers liés à la vie sur la frontière et un flot de nouveaux arrivants commença à apparaître dans le comté de Bedford. Avec un statut de propriétaire foncier et de citoyen dirigeant maintenant bien établi, Lynch était devenu un homme riche grâce à la culture du tabac, l’élevage du bétail et la possession de biens et d’esclaves africains. À partir de 1764, d’autres citoyens commencèrent à l’approcher pour lui demander de poser sa candidature à l’Assemblée de Virginie. Il commença par refuser au motif qu’il était obligatoire de prêter serment, ce qui était interdit à un quaker.

## Le magistrat
En 1767, Charles prêta finalement serment pour devenir juge de paix du Comté de Bedford (Virginie). Aussitôt, contre les lois de l'État, les Quakers lui confisquèrent ses propriétés. Lynch fut élu à la Chambre des citoyens de Virginie et prit part aux conventions de 1769 à 1778, date à laquelle il devint colonel de la milice. Après la Guerre d'Indépendance, il siégea au Sénat de Virginie de 1784 à 1789. À plusieurs reprises au cours des années 1780, Lynch et d'autres magistrats de l'état firent arrêter plusieurs citoyens suspects de loyalisme à la Couronne d'Angleterre. Les suspects étaient jugés sommairement par des cours souvent informelles ; les condamnations allaient des confessions forcées au fouet, en passant par la confiscation des biens et la conscription d'office dans la milice. Les mesures d'exceptions adoptées par Lynch furent ratifiées a posteriori par l'Assemblée Générale de Virginie en 1782.
La Loi de Lynch, qui renvoie à la condamnation sommaire de criminels, aurait désigné ces mesures d'exception dès 1782, mais l’Oxford English Dictionary relève que « L’origine de cette expression est indéterminée,. » En revanche, diverses variantes de l'expression  « loi du lynchage », « juge lynch », et « lynchage », figurent déjà dans des dictionnaires américains et britanniques dès les années 1850.